# Hubert Corden
Hubert Arnold Corden (* 28. Februar 1756 in Ehrenbreitstein; † 19. Oktober 1839 in Limburg an der Lahn) war ein deutscher römisch-katholischer Priester, Landdechant, Domdekan und Abgeordneter.

## Leben
Corden war der Sohn des Johann Nikolaus Corden (* 28. Mai 1712; † 1761 (?)) und dessen Ehefrau Anna Elisabeth geborene Ludwig († nach 1761), der Tochter des Kaufmanns Johann Ludwig und der Katharina Milz.
Er besuchte von 1772 bis 1774 das Jesuitenkolleg in Koblenz und empfing 1779 die Priesterweihe in Trier. Zwischen 1779 und 1782 war er Stadtkaplan in Cochem. Im Jahr 1782 trat er in das Stiftskapitel in Limburg an der Lahn ein und war bis 1827 Stadtpfarrer in Limburg an der Lahn und Provisor des Hospitals an der Brückenkapelle. 1793 wurde er zum Prälaten der Stiftsscholasterie und 1815 zum Landdechanten des Kapitels Dietkirchen gewählt.
Entsprechend der Staatskirchendoktrin der Restauration plante die Regierung des Herzogtums Nassau die Einrichtung eines Bistums Limburg als „Landesbistum“ für das 1806 gegründete Herzogtum Nassau. Dies gelang aber erst im Rahmen der Neuumschreibung der katholischen Diözesen in Deutschland nach dem Wiener Kongress im Jahr 1827. In der Zwischenzeit zwischen 1806 und 1827 existierte lediglich ein „Vikariat Limburg“. Nach dem Tod des Generalvikars Josef Ludwig Beck ergab sich eine komplizierte Situation. Ursprünglich war Beck von Clemens Wenzeslaus von Sachsen zum Generalvikar ernannt worden. Seit dessen Tod 1812 gab es keinen Bischof für den rechtsrheinischen Teil des Bistums Trier mehr. Kirchenrechtlich war damit der Bischof des nächstgelegenen Bistums zuständig, dies war Karl Theodor von Dalberg. Dieser ernannte am 30. März 1816 Corden zum Generalvikar. Dies lehnte die nassauische Regierung ab und verlangte, dass diese Aufgabe einem Vikariatskollegium zugeteilt werden sollte, in dem Corden als „Vikariatsdirektor“ Primus inter pares sein solle. Corden eskalierte die Frage an den Papst, der Corden am 8. Juli 1818 zum Kapitularvikar für nassauische und frankfurtische Lande ernannte. Die nassauische Regierung erkannte dies nicht an und betrachtete ihn weiter als Vikariatsdirektor. Faktisch amtierte er von 1818 bis 1827 als apostolischer Vikar für die nassauischen Pfarreien.
Corden zählte zu den konservativen Geistlichen des Bistums Limburg. Als Vertreter einer „strengeren Kirchlichkeit“ wandte er sich gegen das nassauische Staatskirchentum. Mit der Gründung des Bistums Limburg wurde er ab 1827 daher nicht Bischof (der Herzog hatte durchgesetzt, dass Jakob Brand dieses Amt erhielt), sondern erster Domdekan in Limburg an der Lahn. 1834 wurde er zum Geheimen Kirchenrat ernannt.
Von 1818 bis 1824 war er Mitglied der Deputiertenkammer des Nassauischen Landtags, gewählt aus der Gruppe der Vorsteher der Geistlichkeit und der höheren Lehranstalten. Im Jahr 1824 nahm er nicht an den Landtagsberatungen teil.
Er ist im Limburger Dom begraben. Das Epitaph für seine Mutter Elisabeth Corden und ihre vier geistlichen Söhne befindet sich im südlichen Seitenschiff des Limburger Domes.